# Takydromus kuehnei
Takydromus kuehnei (довгохвостка Кюне) — вид ящірок родини ящіркових (Lacertidae). Мешкає в Південно-Східній Азії. Вид названий на честь американського герпетолога Джозефа Чізмана Томпсона, відомого під псевдонімом Віктор Кюне.

## Підвиди
Виділяють два підвиди:
- Takydromus kuehnei vietnamensis Ziegler & Bischoff, 1999;
- Takydromus kuehnei kuehnei Van Denburgh, 1909.

## Поширення і екологія
Довгохвостки Кюне мешкають на півдні Китаю (Гуансі, Гуандун, Гуйчжоу, Хайнань), на півночі В'єтнаму та на Тайвані. Вони живуть у вторинних лісах, на узліссях та поблизу струмків, на висолті до 1110 м над рівнем моря. Відкладають яйця.